# Gabriella Ambrosio

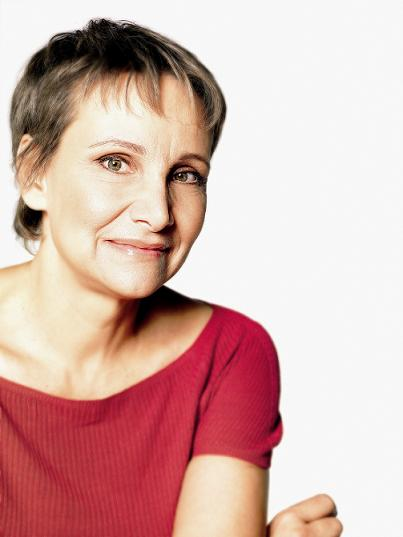
Gabriella Ambrosio

Gabriella Ambrosio (* November 1954) ist eine italienische Schriftstellerin und Journalistin sowie Werbe- und Kreativdirektorin. Ihr erster Roman „Prima di Lasciarsi“ (deutscher Titel: „Der Himmel über Jerusalem“) über ein Selbstmordattentat in Jerusalem wurde in mehrere Sprachen übersetzt, darunter auch Hebräisch und Arabisch. Die Erzählung basiert auf der realen Geschichte des Selbstmordattentats von Ayat al-Akhras.

## Werdegang
Gabriella Ambrosio studierte Philosophie an der Universität von Neapel und arbeitete anschließend als Journalistin und Werbetexterin. 1992 war sie Mitbegründerin der Werbeagentur AM, heute YesIAm. Die Autorin war zudem als Dozentin für Kommunikationswissenschaften an der Universität La Sapienza in Rom tätig und ist Mitglied des Art Directors Club Italien, der Berufsverband führender italienischer Werbefachleute.

## Der Roman
„Prima di Lasciarsi“, der erste Roman der Schriftstellerin, beruht auf der wahren Geschichte über ein Selbstmordattentat, das am 29. März 2002 in Israel, das von dem 18-jährigen palästinensischen Mädchen Ayat al-Akhras aus dem Flüchtlingslager Daheischa in einem Supermarkt von Kiryat HaYovel in Jerusalem verübt wurde. Das Buch erzählt die letzten Stunden im Leben der Attentäterin und ihrer Opfer: ein siebzehnjähriges Mädchen aus Jerusalem und ein israelischer Wachmann, dessen Intervention an jenem Pessach-Vorabend das Leben der vielen anderen Supermarktbesucher rettete. Die Geschichte beginnt um sieben Uhr morgens am Tag des Attentats und endet mit der verhängnisvollen Explosion. Trotz der sehr kurzen Zeitspanne von nur sieben Stunden, die aus der Perspektive der verschiedenen Figuren beschrieben werden, versucht der Roman, die komplexe Realität zwischen Israel und Palästina darzustellen.
Das Buch wurde 2004 in Italien von Nutrimenti Publishers herausgegeben und auf dem Festival du Premier Roman (Festival des ersten Romans) in Chambéry, Frankreich ausgezeichnet. 2008 wurde die Veröffentlichung des Romans in arabischer und hebräischer Sprache durch Amnesty International unterstützt und von israelischen Schulen und Menschenrechtsorganisationen für Aufklärungsarbeiten in Israel und den palästinensischen Gebieten eingesetzt.
In Großbritannien, Australien und Neuseeland wurde das Buch unter dem Titel „Before we say goodbye“ durch den Verlag Walker Books herausgegeben, in Frankreich als „Douze heures avant“ und in Deutschland erschien das Buch unter dem Titel „Der Himmel über Jerusalem“. Weitere Ausgaben erfolgten in Spanien, Griechenland, Südkorea und China.

## Andere belletristische Werke
Die Kurzgeschichte mit dem Titel „Sticko“ erschien 2009 in dem Buch „Freedom“, einer Anthologie von 36 Kurzgeschichten aus der Feder führender Schriftsteller der ganzen Welt. Die Geschichten, die sich jeweils an einem Artikel der Allgemeinen Erklärung der Menschenrechte orientieren, wurden in Kanada, den USA, Spanien, Italien, der Türkei und Polen veröffentlicht.
„Sticko“ handelt von der Freiheit von Folter und befasst sich mit den Ereignissen rund um das G8-Gipfeltreffen 2001 in Genua.
Die Kurzgeschichte wurde in den USA von der literarischen Zeitschrift „The Atlas Review“ für den Literaturpreis Pushcart Prize 2014 nominiert.

## Veröffentlichte Werke

### Sachliteratur
- „Siamo Quel che Diciamo“ (Wir sind, was wir sagen), ISBN 88-8353-536-7.
- „Le Nuove Terre della Pubblicità“ (Das neue Werbeland), ISBN 88-8353-408-5.

### Belletristik
- Prima di Lasciarsi, 2004, ISBN 88-88389-26-1.
  - deutsch: Der Himmel über Jerusalem, Roman, übersetzt von Annette Kopetzki, Fischer, Frankfurt am Main 2014, ISBN 978-3-596-85471-4.
- Kurzgeschichte „Sticko“ in: Freedom, 2009, ISBN 978-1-84596-494-8.

## Auszeichnungen
- 2013: Kröte des Monats Januar für Der Himmel über Jerusalem